# Les Gouttes de Dieu (série télévisée)
Production
Diffusion
Les Gouttes de Dieu (Drops of God - 神の雫) est une série télévisée américano-franco-japonaise, créée par Quoc Dang Tran et réalisée par Oded Ruskin d'après un scénario de Quoc Dang Tran, Clémence Madeleine-Perdrillat et Alice Vial,, et diffusée en France le 21 avril 2023 sur Apple TV+ puis à partir du 27 mai 2024 sur France 2.
Cette adaptation du manga culte Les Gouttes de Dieu créé par Tadashi Agi et Shu Okimoto est une coproduction des sociétés Les Productions Dynamic, 22H22 et Hulu Japon, réalisée en association avec Adline Entertainment, Legendary Television et Apple TV+, avec la participation de France Télévisions et le soutien des régions Provence-Alpes-Côte d'Azur et Île-de-France.
La série est présentée en compétition internationale et en première mondiale au Festival Séries Mania à Lille le 19 mars 2023,,.
Le 25 novembre 2024, la série reçoit l'International Emmy Award de la meilleure série télévisée dramatique à New York en présence de l'actrice Fleur Geffrier,.

## Synopsis
Tandis que le monde du vin pleure le célèbre œnologue Alexandre Léger, sa fille Camille, avec qui il n'était plus en contact depuis de nombreuses années, est convoquée chez le notaire de son père à Tokyo et apprend qu'elle hérite de sa maison et de son extraordinaire collection de vins, à la condition de battre Issei Tomine, œnologue et « fils spirituel » d'Alexandre Léger, lors d'une épreuve en trois parties.
Le problème est que Camille ne boit jamais d'alcool et, en particulier, jamais de vin, depuis un accident survenu durant son enfance lorsque son père l'entraînait à développer son nez et à reconnaître cépages, crus et terroirs.
Pour la première épreuve, Maître Talion fait goûter un vin aux deux concurrents et leur donne un mois pour identifier le cru et le millésime. Camille peut alors compter sur l'aide de Thomas Chassangre et de son père Philippe, viticulteurs dans le Sud de la France. Thomas l'aide à développer ses sens et à reconnaître les goûts, les arômes et les vins. Camille peut ensuite parfaire sa formation auprès de Luca Inglese, propriétaire de restaurants à Tokyo et ami d'Alexandre Léger, avec l'aide de ses deux jeunes œnologues, la Japonaise Miyabi et l'Italien Lorenzo. Grâce à leur aide, Camille arrive à identifier le vin, objet de la première épreuve mais, au moment de rendre sa réponse sur papier à Maître Talion, elle écrit d'abord le millésime 1999 puis le remplace par le millésime 2000, une erreur fatale qui lui fait perdre la première manche.

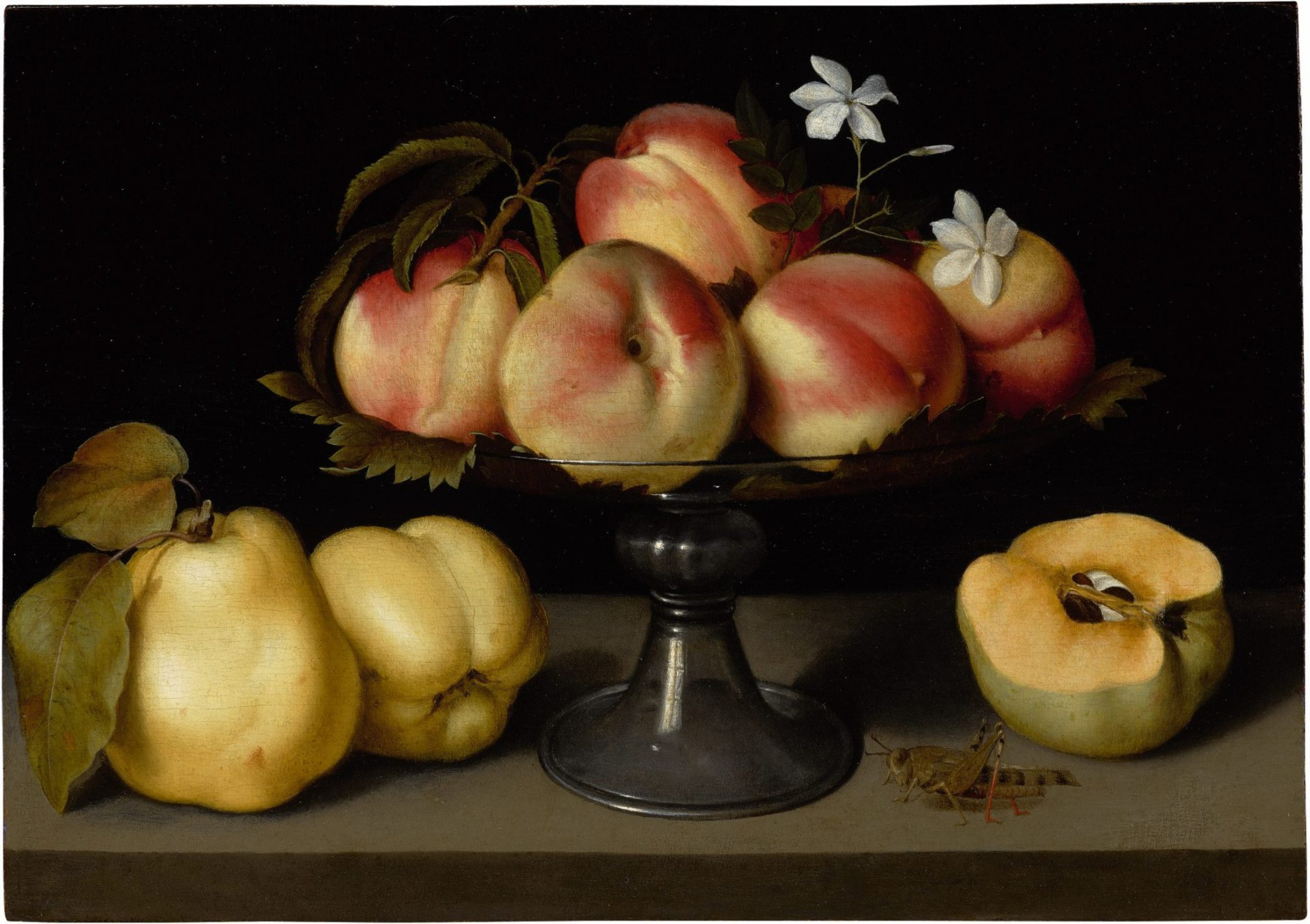
Fede Galizia : Plat en verre avec des pêches, des fleurs de jasmin, des coings et une sauterelle.

Luca Inglese et Jacques Fusier, l'éditeur d'Alexandre Léger, demandent à Camille de reprendre le « Guide Léger des vins  » et lui présentent une maquette de la future version « Père et fille » du guide.
Pour la seconde épreuve, Maître Talion donne comme unique indice du vin à identifier un tableau italien de l'époque baroque représentant un plat en verre avec des pêches, des coings, des fleurs de jasmin et une sauterelle. Luca Inglese met Camille sur la piste de la femme peintre italienne Fede Galizia et l'envoie avec son jeune œnologue Lorenzo dans la région du Trentin, qu'Alexandre Léger connaissait bien. Camille et Lorenzo logent chez Elisabetta Fossati, aubergiste et viticultrice, et tentent en vain de visiter à Besenello la maison de Nunzio Galizia, le père et le maître de Fede. Ils font ensuite le tour des vignerons de la région. Le premier jour, croyant avoir affaire à des touristes, les vignerons leur claquent la porte au nez. Le deuxième jour, toutes les portes s'ouvrent quand Camille et Lorenzo disent travailler pour le « Guide Léger » mais Camille sent de la crainte chez ces vignerons. Elisabetta Fossati lui confirme que de nombreux vignerons de la région, recalés par Alexandre Léger, ont fait faillite ou sont tombés en dépression. Mais aucun des vins dégustés ne combine des arômes de pêches, de coings et de jasmin. Le dernier vigneron visité leur révèle qu'Elisabetta Fossati a tout appris de son père, qui était adepte de longue date de la biodynamie. Camille comprend alors que le but de la seconde épreuve est de lui ouvrir les yeux sur l'importance de la transmission père-fille : Nunzio Galizia et sa fille Fede, Elisabetta Fossati et son père, Alexandre et Camille Léger. Elle comprend également que le vin recherché n'est nullement un vin combinant des arômes de pêches, de coings et de jasmin mais est tout simplement la cuvée « Casa dei Fossati » d'Elisabetta. Pendant ce temps, Issei Tomine fait la connaissance de la journaliste Yurika Katase, qui lui demande de donner une interview à la télévision. Issei et Yurika deviennent intimes et la jeune femme découvre chez Issei une boîte avec des écrits d'Alexandre Léger où figure une photo du tableau de Fede Galizia, annotée « Casa dei Fossati ». Dans le bureau de Maître Talion, Camille et Issei donnent tous deux la bonne réponse mais Issei barre la sienne, laissant donc la deuxième manche à la jeune Française.
De retour à Tokyo, Camille fait part à Luca Inglese de son refus de reprendre le « Guide Léger des vins », vu les torts que ce guide provoque aux vignerons recalés : ce refus provoque l'ire de Luca qui lui annonce qu'elle ne peut plus compter sur son aide et lui prédit qu'elle va en conséquence rater la troisième manche et perdre son héritage.
Lorenzo révèle alors à Camille que son oncle Luca détient 45 % des parts du « Guide Léger » et en est le codirecteur, ce qui le met en position de décider quels vins vont apparaître dans le guide et d'acheter des vignobles à bas prix pour les revendre ensuite très chers quand ils figurent dans le guide.
De son côté, Issei comprend qu'il est le fils naturel d'Alexandre Léger et que Hirokazu, qui a toujours été pour lui un père très aimant, n'est que son père adoptif. Mais il est trop tard : Hirokazu est parti sans laisser de traces.
La troisième et dernière épreuve se déroule à Paris, puis dans le domaine de Philippe et Thomas Chassangre, où Camille et Issei doivent goûter un vin mystère et réaliser l'assemblage qui s'en rapproche le plus. Lors de ce séjour chez les Chassangre, Issei révèle à Camille qu'ils sont frère et sœur. Camille ne veut plus affronter son frère mais Maître Talion précise que, si Camille et Issei abandonnent la compétition, tout reviendra à Luca Inglese.
Le frère et la sœur terminent donc la troisième épreuve et finissent à égalité de points mais un message vidéo enregistré par Alexandre Léger stipule qu'un seul concurrent emportera l'héritage et impose une ultime épreuve : deviner ce que sont les « Gouttes de Dieu ». Camille plonge dans ses souvenirs d'enfance et revit une scène où son père lui explique que la vigne et le vin n'existeraient pas sans la pluie : elle répond donc à Maître Talion que les « Gouttes de Dieu » sont les gouttes de pluie et emporte l'héritage.
Camille veut aller en justice pour faire reconnaître leur lien de sang  et partager l'héritage mais Issei refuse par respect pour son père adoptif Hirokazu, qu'il retrouve grâce à Yurika.
Désormais en couple avec Thomas Chassangre, Camille nomme Miyabi et Lorenzo rédacteurs en chef du « Guide Léger » et fait livrer des caisses de grands crus par camions entiers à Issei, avec ce simple mot : « Frère et sœur ».

## Distribution

### Présent

#### Camille Léger et son entourage
- Fleur Geffrier : Camille Léger, la fille d'Alexandre Léger
- Cécile Bois : Marianne Léger, la mère de Camille
- Tom Wozniczka : Thomas Chassangre, viticulteur français
- Gustave Kervern : Philippe Chassangre, viticulteur et père de Thomas
- Diego Ribon : Luca Inglese, propriétaire de restaurants à Tokyo et ami d'Alexandre Léger
- Luca Terracciano : Lorenzo, neveu et œnologue de Luca Inglese
- Kyoko Takenaka : Miyabi, œnologue de Luca Inglese
- Sophie Mousel : Juliette, la fiancée de Thomas

#### Issei Tomine et son entourage
- Tomohisa Yamashita : Issei Tomine, œnologue et fils naturel d'Alexandre Léger
- Makiko Watanabe : Honoka Tomine, la mère d'Issei
- Satoshi Nikaido : Hirokazu Tomine, le père adoptif d'Issei
- Masane Tsukayama : Noboru Tomine, le grand-père d'Issei
- Azusa Okamoto : Yurika Katase, journaliste et petite amie d'Issei

#### Autres personnages
- Antoine Chappey : Maître Talion, le notaire d'Alexandre Léger
- Michel Bompoil : Jacques Fusier, l'éditeur d'Alexandre Léger
- Lidia Vitale : Elisabetta Fossati, viticultrice italienne de la région du Trentin
- Ana Karina Lombardi : Flor Peres, membre du jury de la troisième épreuve
- Rory Donnely : Anthony Norton, membre du jury de la troisième épreuve

### Retours dans le passé
- Stanley Weber : Alexandre Léger
- Manon Maindivide : Camille Léger enfant
- Margaux Chatelier : Marianne Léger jeune
- Julien Personnaz : Philippe Chassangre jeune
- Nanami Kameda (ja) : Honoka Tomine jeune, étudiante et maîtresse d'Alexandre Léger
- Kotaro Uchiyama : Hirokazu Tomine jeune, étudiant d'Alexandre Léger

## Production

### Genèse et développement
La série est créée par Quoc Dang Tran et écrite par ce dernier, Clémence Madeleine-Perdrillat et Alice Vial,,.
Le Figaro note : « Dans la BD, les protagonistes sont des trentenaires japonais. Ici ce sera une Française et un Japonais qui s'affrontent dans des épreuves pour récupérer la collection de vins », défis par ailleurs réduits de 12 à 3, contrairement au manga.
En mai 2024, on apprend que la série aura droit à une deuxième saison car, comme le souligne Le Point, « le résultat, fascinant, a convaincu critiques et abonnés d'Apple TV+, qui lui ont accordé, chose rare, le score parfait de 100 % sur l'espace critique Rotten Tomatoes. La plateforme de streaming vient donc logiquement de commander une autre cuvée, sans lien cette fois avec les mangas. Et sans Quoc Dang Tran : " J'ai raconté mon histoire et j'en ai d'autres à raconter. J'ai donc décidé de ne pas continuer ", annonce le créateur, qui travaille actuellement sur une série pour la chaîne américaine HBO. " Mais je reste en contact avec les producteurs et je pense que ce sera une très belle saison " ».

### Attribution des rôles
En août 2021, on apprend que Tomohisa Yamashita et Fleur Geffrier ont été choisis pour interpréter les rôles d'Issei Tomine et Camille Léger,.
Le même mois, Cécile Bois annonce qu'elle va tourner dans la série : « Une très belle histoire qui s'appelle Les Gouttes de Dieu. On a réussi à trouver des créneaux pour que je puisse avoir une petite participation qui me fait trop plaisir. C'est très différent de ce que l'on voit actuellement dans l'univers audiovisuel ». Sur sa page Instagram, la comédienne souligne : « Très jolie expérience, très jolies rencontres, et une fiction pleine de grandes promesses ».

### Tournage
Le tournage se déroule du 16 août au 16 septembre 2021 en France (entre autres à l'hôtel Lutetia et au restaurant Prunier à Paris, à la cité administrative d'Évry pour figurer l'ambassade de France au Japon dans les années 1970, à Bordeaux et au Château de Beaucastel dans le Vaucluse) pour se prolonger ensuite dans le Tyrol du Sud (en Italie) et au Japon,,,.
À propos du tournage de la scène de crémation dans le premier épisode, Fleur Geffrier confie : « Je connaissais certaines coutumes, mais pas celle-ci, les enterrements, les crémations, je ne connaissais pas et je n'étais pas du tout au fait de cette tradition qui est que les proches remplissent l'urne avec les os du défunt eux-mêmes […] On prend les os avec des baguettes […] C'étaient des os de porc, mais ils avaient reconstitué la forme d'un corps humain pour le tournage. C'était impressionnant ! ».
L'actrice confie également : « Le vin que nous utilisions en plateau, notamment pour les scènes de dégustation afin qu'à l'image le rendu soit réaliste dans les verres, était très basique ».
Le tournage de la saison 2 a lieu entre autres à Marseillan dans le département français de l'Hérault en région Occitanie en octobre 2024.

### Fiche technique
Sauf indication contraire, les informations mentionnées dans cette section peuvent être confirmées par les bases de données cinématographiques IMDb et Allociné,  présentes dans la section « Liens externes ».
- Titre original : Drops of God - 神の雫[1]
- Titre français : Les Gouttes de Dieu
- Création : Quoc Dang Tran[11],[8]
- Réalisation : Oded Ruskin[3],[10],[11]
- Scénario : Clémence Madeleine-Perdrillat, Quoc Dang Tran et Alice Vial[3],[10],[11]
- Musique : Kenma Shindo[11]
- Décors : Pierre du Boisberranger[8]
- Photographie : Cyrille Liberman et Rotem Yaron[8]
- Son : Amaury de Nexon et Frédéric de Ravignan
- Montage : Boaz Mann
- Production : Klaus Zimmermann, Jean-Luc Berlot et Léonard Glowinski[3],[20],[8]
- Sociétés de production : Les Productions Dynamic, 22H22 et Hulu Japon[5]
- Société de distribution : Apple TV+, Hulu Japon et France Télévisions
- Pays de production :  Japon /  France /  États-Unis[2]
- Langue originale : français
- Format : couleur
- Nombre de saisons : 1
- Nombre d'épisodes[10],[16],[11] : 8
- Genre : Drame
- Durée : 52 minutes[10],[16],[11]
- Dates de première diffusion :
  - Streaming tous pays : 21 avril 2023 sur Apple TV+[8],[21]
  - France : 27 mai 2024 sur France 2[8],[22],[11]

## Épisodes
1. Un père
2. Le ciel, la terre, les hommes
3. Duel
4. Fondation
5. Le lien
6. Transmission
7. Mets et vins
8. Tout ou rien

## Accueil

### Distinction
- International Emmy Award de la meilleure série télévisée dramatique 2024[8],[9].

### Audiences et diffusion

#### En France
En France, la série est diffusée le lundi vers 21 h 10 sur France 2 par salve de trois, trois puis deux épisodes du 27 mai au 10 juin 2024,,.
| Épisode              | Diffusion            | Diffusion            | Audience moyenne          | Audience moyenne                       | Audience moyenne | Réf.   |
| Épisode              | Jour                 | Horaire              | Nombre de téléspectateurs | Part de marché (sur les 4 ans et plus) | Classement       | Réf.   |
| -------------------- | -------------------- | -------------------- | ------------------------- | -------------------------------------- | ---------------- | ------ |
| 1                    | Lundi 27 mai 2024    | 21 h 10 - 22 h 05    | 2 870 000                 | 14,2 %                                 | 2e               | [ 24 ] |
| 2                    | Lundi 27 mai 2024    | 22 h 05 - 23 h 00    | 2 460 000                 | 14,3 %                                 | 2e               | [ 24 ] |
| 3                    | Lundi 27 mai 2024    | 23 h 00 - 23 h 50    |                           |                                        | 2e               | [ 24 ] |
| 4                    | Lundi 3 juin 2024    | 21 h 10 - 22 h 05    | 2 134 000                 | 10,6 %                                 | 3e               | [ 25 ] |
| 5                    | Lundi 3 juin 2024    | 22 h 05 - 23 h 00    | 1 840 000                 | 10,6 %                                 | 3e               | [ 25 ] |
| 6                    | Lundi 3 juin 2024    | 23 h 00 - 23 h 50    |                           |                                        | 3e               | [ 25 ] |
| 7                    | Lundi 10 juin 2024   | 21 h 10 - 22 h 05    | 1 930 000                 | 9,3 %                                  | 3e               | [ 26 ] |
| 8                    | Lundi 10 juin 2024   | 22 h 05 - 23 h 00    | 1 780 000                 | 9,5 %                                  | 3e               | [ 26 ] |
|                      |                      |                      |                           |                                        |                  |        |
| Moyenne de la saison | Moyenne de la saison | Moyenne de la saison | 2 169 000                 | 11,4 %                                 |                  |        |

- Les plus hauts chiffres d'audience
- Les plus bas chiffres d'audience

### Accueil critique
Pour Fanny Lombard Allegra, du site VL-media, « Globalement, la série est – un comble ! – plus sobre que le manga, dans le sens où elle en atténue le côté fantasmagorique et mélodramatique. C'est un choix que l'on suppose assumé, et qui fait sens a fortiori parce qu'il permet de mettre l'accent sur quelque chose de plus large, qui va bien au-delà du vin. Car le vin sert de contexte, presque de prétexte à une histoire plus universelle. A travers la compétition que se livrent à distance les deux personnages , Les Gouttes de Dieu évoque pêle-mêle la famille, le poids de l'éducation, l'héritage, la transmission. L'aspect le plus intéressant, c'est justement la manière dont, par le prisme du vin, Les Gouttes de Dieu parle de la façon dont on se construit par rapport à ses parents, en vertu ou contre la relation que l'on a avec eux […] La tentation étant trop forte, on se prête aux jeux de mots vinicoles : Les Gouttes de Dieu est une excellente cuvée. Moins extravagante et moins lyrique  que le manga, la série est au contraire plus réaliste et pragmatique dans son approche du monde du vin ; elle reste en revanche aussi forte dans son évocation des questions plus générales de la transmission et des liens familiaux. Portée par les excellents Fleur Geffrier et Tomohisa Yamashita, c'est une série ample, qui ne manque pas de bouquet et qui se déguste avec plaisir ».
Constance Jamet, du Figaro TV Magazine, est très élogieuse : « Tour de force, ces huit épisodes rendent tangibles à l'écran l'explosion du bouquet en bouche. Les souvenirs, les goûts et les odeurs prennent vie avec une force visuelle sidérante. Bibliothèque de parfums, pluie de couleurs sur Camille, qui se fait bombarder de poudres, pierres et terres baignées de soleil… Jamais le terme «labyrinthe mental» n'aura aussi bien porté son nom. Les comédiens ont pu le vivre dans leur chair. «Nous avons été épaulés sur le tournage par le sommelier Sébastien Pradal. Et nous avons pu bénéficier d'une formation accélérée de quelques heures. J'ai pu jouer avec un véridique coffret de nez lors des scènes où Camille essaie de raviver son odorat», se souvient Fleur Geffrier, véritable révélation de cette série. Elle et Tomohisa Yamashita ont profité des tournages dans différents vignobles, dont ceux de Châteauneuf-du-Pape, pour se constituer une cave. L'initiation a tellement plu à son partenaire nippon qu'il continue de suivre des cours. Cette ode aux saveurs, quasi-proustienne, ouvre aussi une fenêtre étonnante sur la société japonaise. Dans la lignée de Lost In Translation. La scène de crémation du second épisode marque au fer rouge cette série. Plus possible ensuite de voir une paire de baguettes du même œil. À la fois sensorielle et synaptique, Les Gouttes de Dieu infuse, porté par un rythme qui rappelle l'atmosphère contemplative de certains classiques du septième art nippon. Un spectacle pour les becs fins ».
Pour Ouest-France, « Les Gouttes de Dieu nous emmènent dans l'univers méconnu et original des (très) grands crus mais c'est d'abord une histoire forte autour de la filiation et de l'amour parental, questionnant aussi sur l'inné et l'acquis. Étonnamment, Les Gouttes de Dieu sont reparties bredouilles de Séries Mania où la série concourait en compétition internationale. Quoc Dang Tran et toute l'équipe livrent pourtant une fiction subtile et enivrante ».
Par contre, Ilan Ferry, de Lire Magazine, est beaucoup plus critique envers cette série qui ne conserve de son modèle « que l'ossature narrative à savoir l'affrontement fratricide de deux œnologues amateurs autour de la plus grande collection de vins du monde. Pour le reste, Les Gouttes de Dieu, malgré son cachet international, demeure bien trop franco-française dans son approche et prend des libertés qui le desservent. Visiblement peu intéressés par ce qui faisait la substantifique moelle du manga d'origine, les créateurs de la série relèguent l'enquête œnologique au second plan au profit de sous-intrigues sentimentales ».
Pour Le Monde, « Contre toute attente, l'assemblage de l'invraisemblance des situations, du va-et-vient entre la vallée du Rhône et Tokyo, des leçons d'œnologie pour les nuls et des multiples romances produit une série fraîche, d'un aspect plaisant et bien structuré, mais qui ne reste pas très longtemps à l'esprit ».
Pour le site Numerama, « avec seulement 8 épisodes, ce duel entre Issei Tomine, qui privilégie la théorie, et Camille, davantage instinctive, est moins épique que la longévité des 44 tomes des Gouttes de Dieu. Mais la série parvient à nous donner une furieuse envie de goûter à nouveau à ces breuvages alcoolisés aux côtés de ces personnages subtilement écrits et interprétés ».
Pour le magazine Première, « Pas tout à fait enivrante, la série en est une version plus terre à terre, plus terroir, où les subtilités de l'œnologie sont méticuleusement mises en valeur par la mise en scène intense d'Oded Ruskin, qui offre une robe éclatante à ces dégustations. Le vin made in France, de Châteauneuf-du-Pape en Chinon, y est finalement la véritable star ».
De son côté, Télérama estime que « librement transposés du manga à succès de Tadashi Agi et Shu Okimoto, ces huit épisodes ont plein d'atouts. Une petite cuvée à déguster sans modération, donc, mais loin du millésime d'exception ».
Télé-Loisirs met en exergue le fait que « sur Rotten Tomatoes, la saison 1 de Drops of God reçoit un score de 100 %, ce qui est un véritable exploit lorsque l'on sait combien les utilisateurs de ce site de critiques peuvent être tatillons ».
En décembre 2023, la rédaction d'Allociné classe la série Les Gouttes de Dieu septième ex æquo parmi les 10 meilleures nouvelles séries de 2023, avec une note de 3,875 sur 5.
Le Point souligne que « certaines séries s'avalent cul sec, pour une satisfaction instantanée mais éphémère. D'autres se dégustent plus lentement, prenant leur temps pour libérer leurs multiples arômes et offrir un plaisir persistant. Les Gouttes de Dieu, que France 2 sert enfin ce lundi 27 mai après une diffusion sur Apple TV+, est de celles-là […] Le résultat, fascinant, a convaincu critiques et abonnés d'Apple TV+, qui lui ont accordé, chose rare, le score parfait de 100 % sur l'espace critique Rotten Tomatoes ».

## Jeu 3D interactif
Pour prolonger l'expérience TV et accompagner la sortie de cette nouvelle série événement, France Télévisions a développé, avec 11e District/Alpha Studio, un jeu 3D interactif et inédit.
Le jeu est accessible gratuitement via la page programme sur france.tv et disponible sur mobile, tablette et ordinateur pendant toute la période de disponibilité de la série,.
Plongé dans la mythique cave d'Alexandre Léger, le plus célèbre œnologue au monde, vous avez dix minutes pour résoudre des énigmes, trouver les objets dissimulés et ainsi découvrir le millésime mystérieux,,.